# 트라운슈타인 (오스트리아)

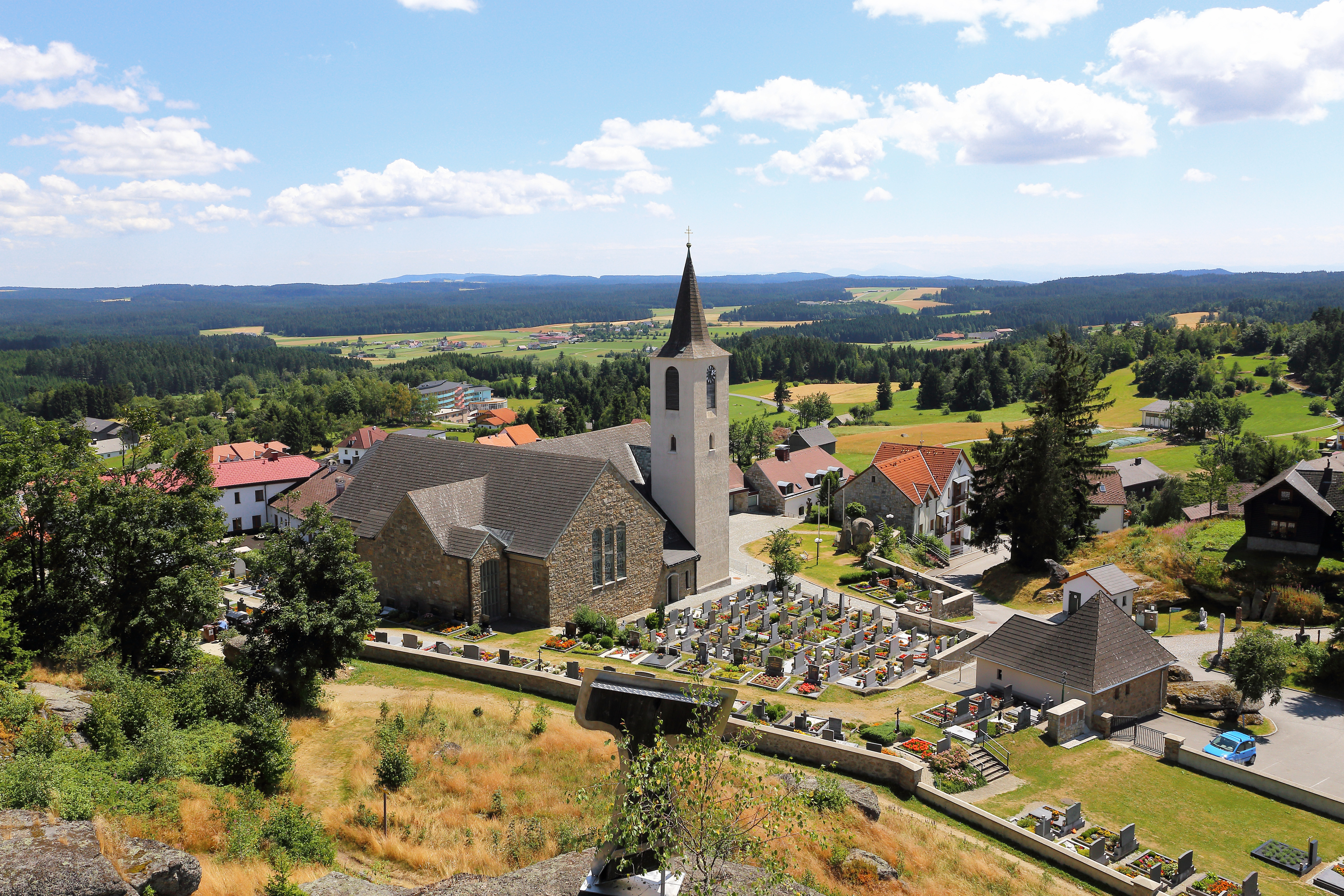

트라운슈타인(Traunstein)은 오스트리아 니더외스터라이히주에 위치한 도시이다. 인구는 1,055명이다.

## 인구
| 연도 | 인구  | ±%    |
| ---- | ----- | ----- |
| 1971 | 1,274 | —     |
| 1981 | 1,244 | −2.4% |
| 1991 | 1,121 | −9.9% |
| 2001 | 1,089 | −2.9% |